# Nadine Imboden

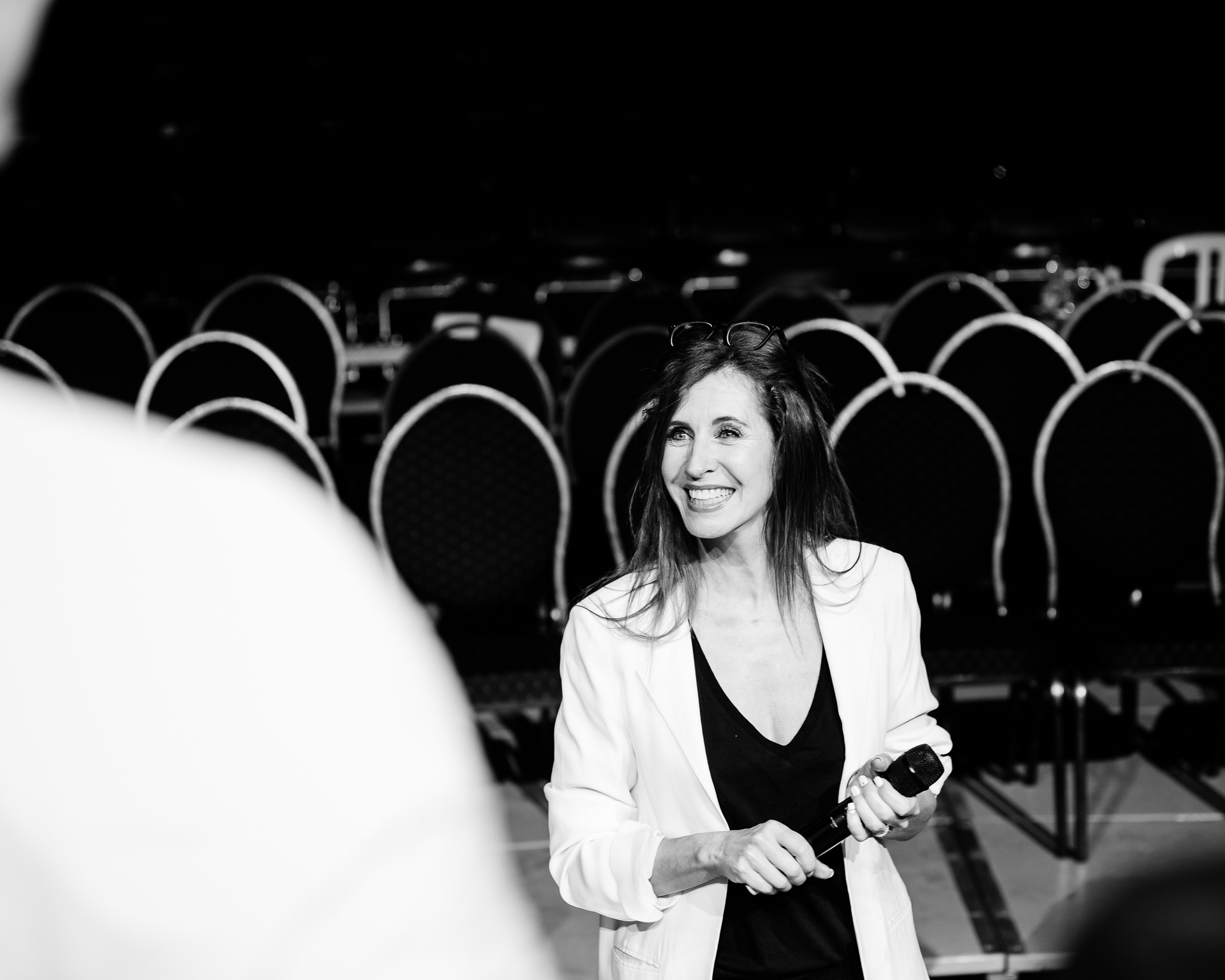
Nadine Imboden bei den Show Proben des internationalen Circus Festival Young Stage, 2022

Nadine Imboden (* 1966 in Siders) ist eine Schweizer Choreografin, Regisseurin und künstlerische Leiterin bei weltweiten Events.

## Leben und künstlerische Laufbahn
Die künstlerische Laufbahn von Nadine Imboden nahm ihren Anfang an der Royal Ballet School of London sowie der École supérieure de danse de Cannes Rosella Hightower, wo sie im Rahmen ihrer Ausbildung bereits in jungen Jahren in die Welt des professionellen Tanzes eingetaucht ist. Ebenso prägend waren der Schauspielunterricht am Cours Florent in Paris sowie das Studium für Digital Filmmaking an der New York Film Academy. Im Jahr 1990 gründete die gebürtige Walliserin ihre eigene Dance Company und eröffnete die Tanzakademie Tanzfabrik.com, womit sie ihre Karriere als internationale Tänzerin und Choreografin startete.
Nadine Imbodens weitere berufliche Laufbahn wurde von zwei Ereignissen geprägt: 1998 erhielt sie die Chance, als Choreografie-Assistenz unter dem Choreografen Ken Warwick der Miss-Universe-Wahl zu arbeiten, wobei Warwick (später preisgekrönter Executive Producer und Director bei TV-Formaten wie u. a. American Idol und America’s Got Talent) zu ihrem Mentor wurde; fortan trug sie die Eindrücke und Einflüsse dieser Künste in ihre eigene Karriere hinein, indem sie ihre Tätigkeitsfelder auf Zirkus-, Musik-, Fernseh- und Show-Performances erweiterte. Im Jahr 2000 übernahm sie die Leitung der Friends, der Tanzgruppe der Samstagsabend-Show des Schweizer Fernsehen SRF Benissimo.
2001 gründete Nadine Imboden ihre Firma Entertainment in Motion und arbeitet seither in diesem Rahmen in einem breiten kreativen Spektrum mit Non-Profit-Organisationen, Unternehmen, Fernsehsendern und weiteren Partnern zusammen. Künstlerisch werden dabei Tanz und Musik mit internationalen Artisten und/oder Komikern zusammengebracht. Im Rahmen ihres Engagements beim Internationalen Zirkusfestival Young Stage setzt Nadine Imboden sich dafür ein, dass vielversprechenden Nachwuchskünstler und -künstlerinnen aus der ganzen Welt eine Bühne gegeben wird.
Nadine Imboden ist seit 2006 mit Beat Zehnder verheiratet.

## Sendungen (Auswahl)
- Leitung, Choreografie und Schauspielerin Friends der Sendung Benissimo (2000–2013, einmalige Wiederaufnahme im Jahr 2022)
- Kurzzeitiges Jury-Mitglied sowie Choreografin bei der ersten Staffel des TV-Formats MusicStar (2003)
- Choreografie bei mehreren Ausgaben der Swiss Music Awards (2013 / 2015–2018 / 2020)
- Inszenierung und Choreografie für Auftritt von Alvaro Soler in der SRF-Sendung Happy Day (2018)
- Inszenierung und Choreografie des Openings Sports Awards (SRF, 2013–2022)
- Art Directing, Booking und Choreografie bei Miss Schweiz (SRF, 2000–2004 / 2010)
- Art Directing, Booking und Choreografie bei Mister Schweiz (SRF, 2007–2010 / 2012)

## Show-Events (Auswahl)
- Youth Olympic Games Opening Zeremonie (Winter 2020)
- Regie, Choreografie und Executive Producer bei Die Gala von Das Zelt (2011–2019)
- Regie, Choreografie und Executive Producer bei RockCircus Vol. I & Vol. II mit Christa Rigozzi und Marc Storace (2011–2012 / 2015–2016)
- Choreographie bei der Weihnachtsshow Himmel auf Erden unter der Regie von Max Sieber (2002–2004)
- Car-Launch-Präsentationen der Formel 1 (Sauber C-18 im Tinguely Museum in Basel, 1999 / Sauber C-21 in Dübendorf, 2002)
- Konzeptions- und Regieteam 3 Friends bei Eröffnungszeremonie und Schlussfeier der Leichtathletik-EM 2014
- Inszenierung der Closing Zeremonie bei Weltklasse Zürich (2022)
- Künstlerische Leitung bei der Dinnershow Jingle Bern (2021–2023)
- Inszenierung der Opening Ceremony FIS-Ski-WM in St. Moritz (2017)

## Fashion-Events (Auswahl)
- Art Directing, Booking und Choreografie bei Elite Model Look (Pro7, 2009–2010)
- Art Directing, Booking und Choreografie bei Parfum Launch von Thierry Mugler (2010)
- Art Directing, Show Concept und Choreografie für den Launch der „Inner Fire“ Collection by Bucherer Fine Jewellery
- Art Directing, Show Concept Choreografie für Breitling bei diversen Events und Präsentationen.

## Auszeichnungen
- FAMAB Award 2014, Kategorie Best Corporate Events (Volkswagen Group Night, Nadine Imboden war für die Kreation und Umsetzung der Bühnenperformances zuständig)
- Xaver Award 2019, Kategorie Best Corporate Event (150 Jahre Jubiläum Am Puls der Zeit)
- Brandex Award 2020, Kategorie Best Corporate Event (150 Jahre Jubiläum Am Puls der Zeit)